# Edsta (Hudiksvall)
Edsta is een plaats in de gemeente Hudiksvall in het landschap Hälsingland en de provincie Gävleborgs län in Zweden. De plaats heeft 196 inwoners (2005) en een oppervlakte van 45 hectare. De plaats ligt 5 kilometer ten noordoosten van de stad Hudiksvall, de meeste mensen die in de plaats wonen werken ook in deze stad.